# Plantă bienală

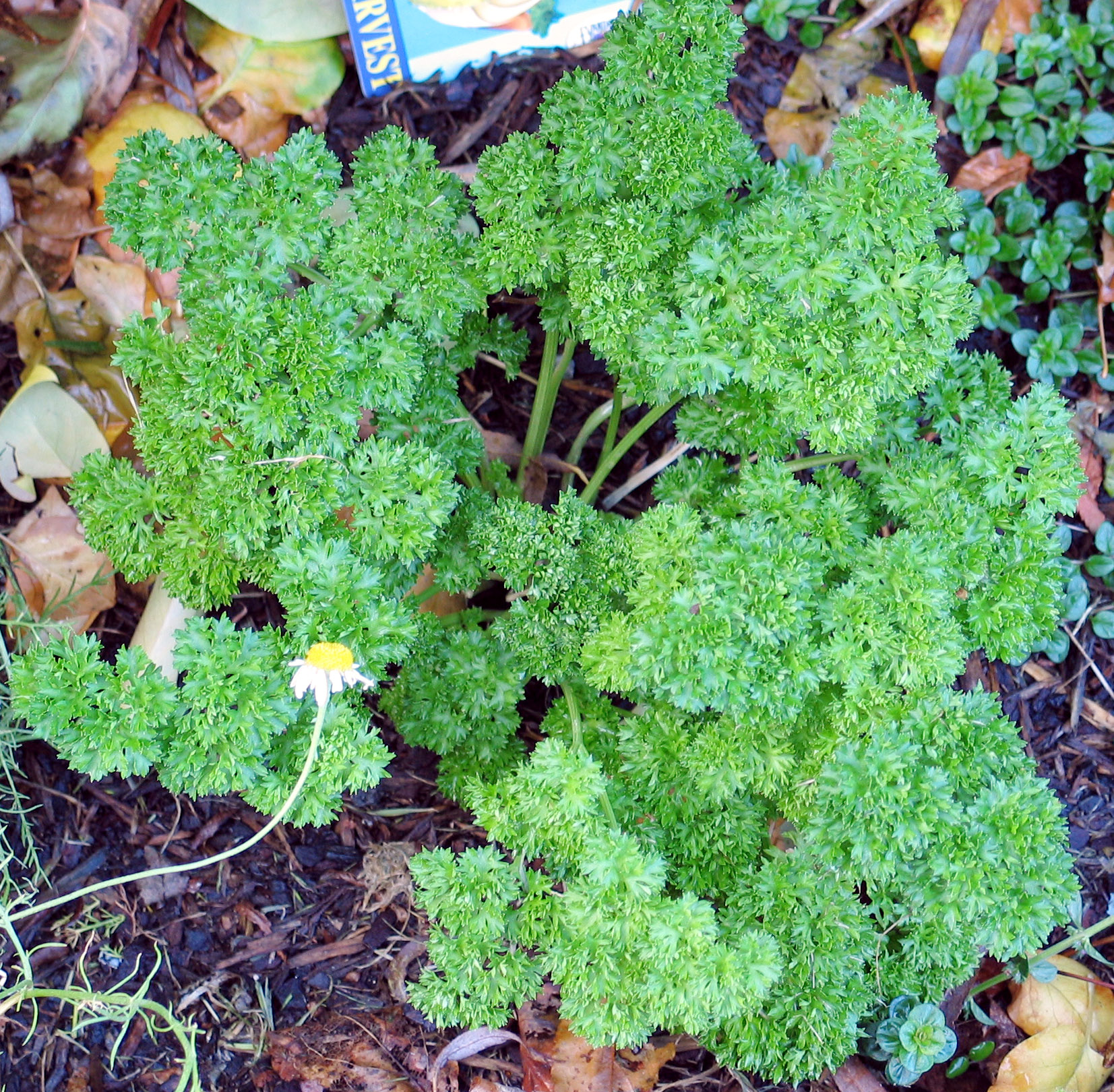
Pătrunjelul este un exemplu de plantă bienală

Plantele bienale sunt acele plante cu flori care trăiesc pe parcursul a două perioade de vegetație pentru a-și completa ciclul de viață. Din această grupă fac parte ceapa, sfecla de zahăr, morcovul, ridichea, varza etc.
În primul an de viață, plantele bienale formează o rozetă de frunze pe o tulpină scurtă. În cel de-al doilea an, tulpina se înalță și produce flori, fructe și semințe.